# San Carlos (Nicarágua)
San Carlos é uma cidade da Nicarágua e capital do departamento de Río San Juan. A cidade conta com 12.174 enquanto a cidade e seu entorno conta com uma população de 37.461 habitantes (dados de 2005).